# Wesley Schenk
Wesley-Giles Schenk (* 24. August 1955 in Fulda) ist ein ehemaliger deutscher Fußballspieler und gegenwärtiger Fußballtrainer.

## Karriere

### Spieler
Im hessischen Fulda geboren und in München aufgewachsen, begann Schenk beim SC Freimann München mit dem Fußballspielen und gelangte über den SC Bajuwaren München und den FC Sportfreunde München zum FC Bayern München, bei dem er zur Saison 1976/77 einen Lizenzspieler-Vertrag erhielt. Auf seinen Bundesliga-Einstand musste er aber bis zur Rückrunde warten, ehe er am 15. Januar 1977 (18. Spieltag) beim torlosen Unentschieden gegen Fortuna Düsseldorf zum Einsatz kam. Es folgten fünf weitere Einsätze über 90 Minuten – während der Saison 1977/78 blieben ihm Einsätze verwehrt.
Daraufhin wechselte er zur Saison 1978/79 zum Zweitligisten MTV Ingolstadt, für den er sein Debüt am 30. Juli 1978 (1. Spieltag), beim 2:1-Sieg im Heimspiel gegen den 1. FC Saarbrücken, mit beiden Toren krönte. In seiner zweiten Spielzeit für Ingolstadt bestritt Schenk alle 38 Saisonspiele und erzielte fünf Tore.
Zur Saison 1980/81 wechselte er zum Zweitligisten SSW Innsbruck, mit dem er am Saisonende als Meister in die 1. Division aufstieg. Nach vier Spielzeiten – Schenk blieb in Österreich – ließ er nach zwei weiteren Spielzeiten seine Fußballer-Karriere beim Drittligisten SC Kufstein ausklingen – mit der Meisterschaft in der Regionalliga West.

### Trainer
Sein erstes Traineramt trat Wesley Schenk 1996 als Co-Trainer von Rainer Hörgl beim SV Türk Gücü München an. Von 1997 bis 2002 betreute er als Chef-Trainer den 1. FC Traunstein, bevor er bis 2005 in gleicher Funktion beim SV Vogtareuth tätig war. Von 2005 bis zur Saison 2006/2007 war Schenk Co-Trainer der B1-Jugend- (U-17) anschließend Trainer der B2-Jugend-Mannschaft (U-16) des TSV 1860 München. Von Ende Dezember 2009 bis Juni 2011 betreute er wieder den Bezirksligisten 1. FC Traunstein. Zur Saison 2011/12 übernahm Franz Gruber den Verein, da Schenk pausiert und sich in einer Fortbildung zur österreichischen A-Lizenz widmet. Seit 2014 betreut er die U-18-Nachwuchsmannschaft des FC Wacker Innsbruck.

## Erfolge
- Österreichischer Meister der 2. Division 1981 (mit dem SSW Innsbruck)
- Österreichischer Meister der Regionalliga West 1986 (mit dem SC Kufstein)